# جوزفين ثرين
جوزفين ثرين (بالنرويجية: Josephine Thrane) (والمعروفة باسم بوش؛ من مواليد 5 أبريل 1820 - والمُتوفاة في 30 سبتمبر 1862) هي مدرسة نرويجية وناشطة سياسية.

## حياتها
وُلدت ماريا جوزفين بوش في حي براجيرنيس في درامن بالنرويج. كانت ابنة يوهان هيرمان كريفتينج بوش (1776-1838) ويوهان فريدريك فالستر (1781-1828). تزوجت جوزفين في عام 1841 من ماركوس ثرين واستقرا في ليلهامر حيث كانت تعمل كمربية. ومن 1841 إلى 1846 أدار الزوجان مدرسة خاصة للبنين والبنات. ومن عام 1854، عملت في دورية رابطة العمال، التي بدأها زوجها عام 1849.
كان زوجها زعيم الحركة العمالية النرويجية الأولى. وخلال فترة سجن زوجها كمحرض للعمال من عام 1855 إلى عام 1858، عملت بجد للحصول على عفو عنه. وكانت أيضُا رئيسة تحرير دورية رابطة العمالخلال هذه الفترة. عانت من مرض الكوليرا والسل، وتُوفيت في كريستيانيا (أوسلو الآن) في عام 1862 عن عمر يناهز 42 عامًا.